# Margaret Gast

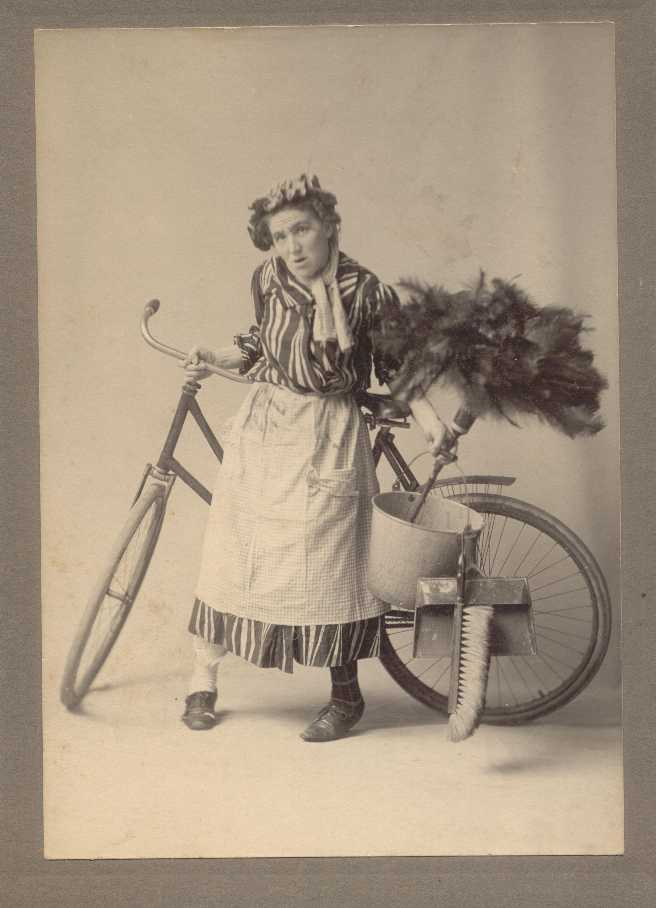
Margaret Gast posierte 1905 für eine Frauenzeitschrift.

Margaret Gast (* 2. November 1876 in Deutschland; † 13. April 1968) war eine US-amerikanische Radrennfahrerin.
Im Alter von 16 Jahren kam Margaret Gast (eigentlich Margareta Nagengast) aus Bayern in die Vereinigten Staaten. Von 1890 bis 1910 war sie eine der beherrschenden Radrennfahrerinnen in den USA. Im Jahr 1900 stellte sie vier Rekorde über lange Distanzen – 500, 1000, 2000 und 2500 Meilen – auf. Sie fuhr auch Steherrennen, so etwa hinter dem deutschen Schrittmacher Franz Hofmann. Später fuhr Little Dutchy selbst Motorradrennen und vollführte Stunts auf dem Motorrad.
Nach ihrem Rücktritt vom Sport Anfang der 1920er Jahre erlernte Gast den Beruf einer Masseurin und übte ihren Beruf bis ins hohe Alter aus. 1931 brannte ihr damaliges Studio komplett aus. Auch betrieb sie die Gaststätte The Little Dutchess Inn.
1993 wurde Margaret Gast in die United States Bicycling Hall of Fame aufgenommen.